# Tricentrogyna margarita
Tricentrogyna margarita är en fjärilsart som beskrevs av Paul Dognin 1912. Tricentrogyna margarita ingår i släktet Tricentrogyna och familjen mätare. Inga underarter finns listade i Catalogue of Life.